# Encyclia adenocaula
Encyclia adenocaula es una especie de plantas de la familia Orchidaceae. 

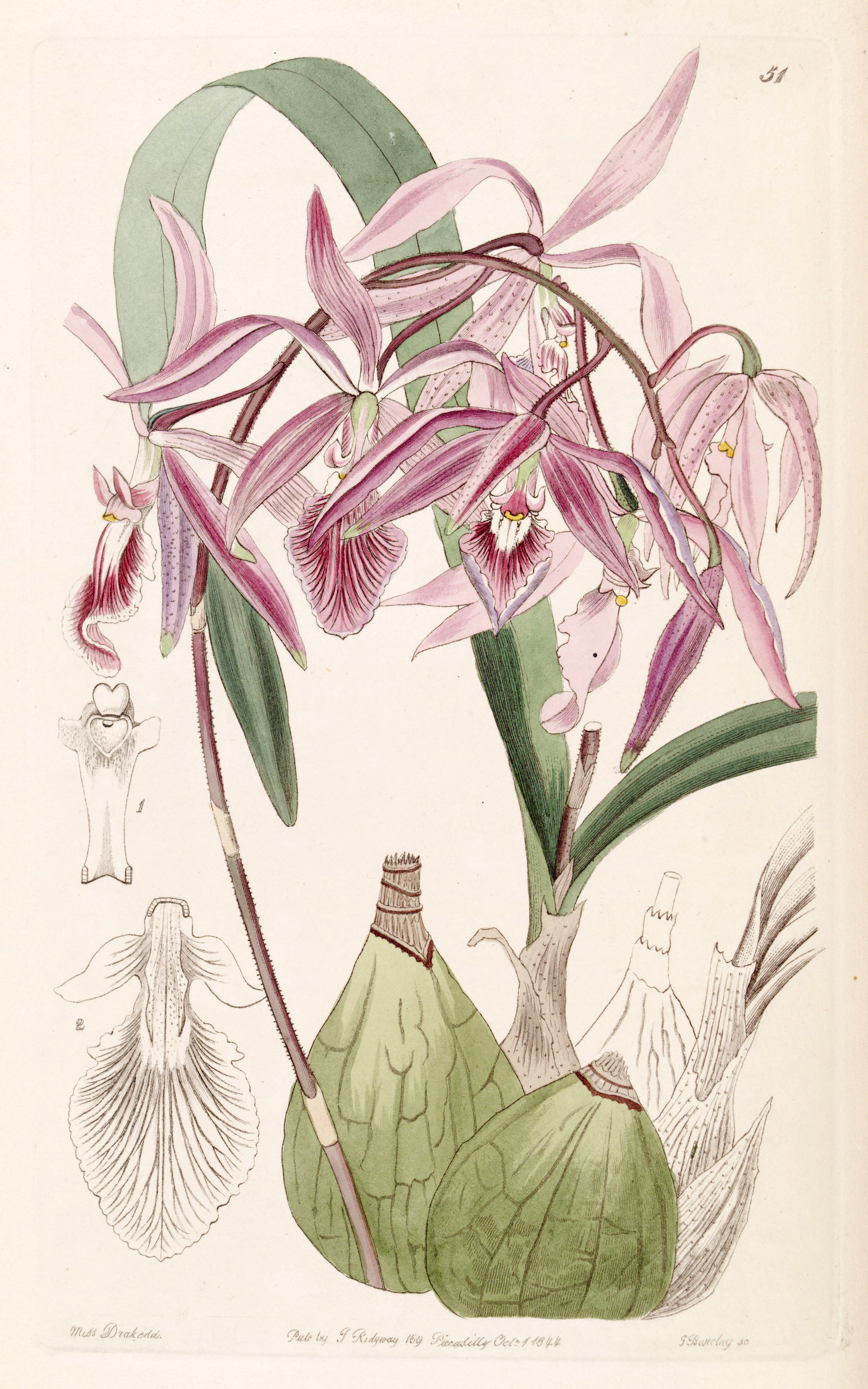
Ilustración

## Descripción
Es una orquídea de tamaño pequeño a mediano que prefiere el clima fresco al cálido, con hábitos de epifita y con  pseudobulbos ovoide a subcónico que llevan de 2 a 3 hojas, hacia el ápice, en forma de cinta, lineales, agudas u obtusas en el ápice, estrechándose gradualmente abajo en las hojas basales. Florece en el verano en una inflorescencia apical, de 90 cm  de largo , en panícula con muchas flores fragantes de larga duración. Esta especie necesita un descanso seco de agua y de fertilizantes desde el otoño hasta finales de primavera, cuando el nuevo crecimiento se inicia entonces regar y fertilizar abundantemente hasta que el crecimiento madure en el otoño. Esta especie se encuentra en los bosques muy abiertos por lo que la luz brillante y un poco de sol directo es beneficioso.

## Distribución  y hábitat
Se encuentra en Durango, Sinaloa, Nayarit, Jalisco, Michoacán, Guerrero y México en los bosques secos de pino o roble y en altitudes de 1000 a 2000 metros.

## Taxonomía
Encyclia adenocaula fue descrita por (Lex.) Schltr. y publicado en Beihefte zum Botanischen Centralblatt. Zweite Abteilung 36(2): 470. 1918.
Etimología
Ver: Encyclia
adenocaula epíteto latino que significa "tallo" glandular.
Sinonimia
- Encyclia nemoralis (Lindl.) Schltr.
- Epidendrum adenocaulon Lex.
- Epidendrum nemorale Lindl.
- Epidendrum verrucosum Lindl.[3][4]